# Rodolphe de Weck-Bussy

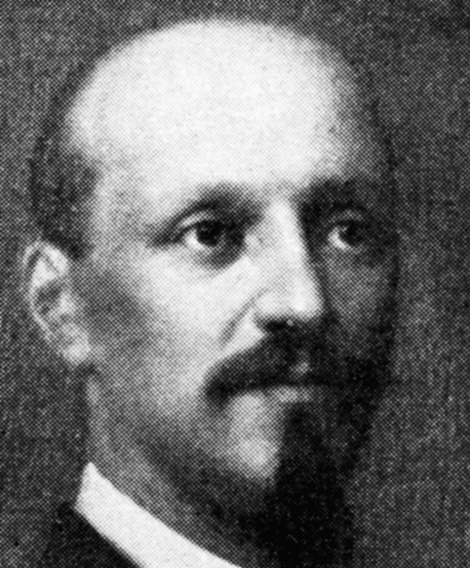
Rodolphe de Weck-Bussy

Rodolphe de Weck-Bussy (* 1. März 1826 in Freiburg; † 17. September 1861 ebenda; heimatberechtigt ebenda) war ein Schweizer Politiker.

## Leben
Rodolphe de Weck wurde als Sohn des Grossrats und Grundbesitzers François de Weck und der Pauline Fontaine, Grossnichte des Charles-Aloyse Fontaine, geboren. Rodolphe war der Bruder von Hippolyte und Louis.
Rodolphe de Weck wurde durch seine Heirat mit der aus einer reichen Familie des Broyegebiets stammenden Marie-Anne de Vevey-de Bussy Grossgrundbesitzer, schlug eine politische Karriere ein und sass von 1856 bis 1861 als Vertreter des Sensebezirks im Freiburger Grossen Rat sowie von 1857 bis 1861 im Freiburger Staatsrat, zuständig für die Finanzdirektion. Er konsolidierte die Staatsschulden aus der Zeit des Sonderbunds und der radikalen Regierung und befasste sich mit der Finanzierung der Eisenbahnprojekte von Julien de Schaller. Unter den Aristokraten der liberal-konservativen Koalitionsregierung von 1857 war de Weck-Bussy der einzige Konservative und Anhänger des Sonderbunds.